# Launch Abort System
Launch Abort System (LAS) – system przeznaczony do ochrony astronautów przed grożącym niebezpieczeństwem powstałym podczas startu rakiety nośnej. Ochrona załogi polega na odłączeniu i odciągnięciu modułu załogowego Orion od uszkodzonej rakiety. W skład systemu wchodzi wieża łącząca LAS z owiewką tworzącą aerodynamiczną osłonę dla Oriona i chroniącą astronautów podczas ewentualnej pracy silników rakietowych LAS.
LAS posiada trzy rodzaje silników:
- silniki przerwania misji,
- silniki sterowania położeniem,
- silniki odłączenia LAS od modułu załogowego/statku kosmicznego Orion (silnik jettison).

Silnik przerwania misji produkuje moc chwilową około 250 000 kG ciągu napędzając moduł załogi, aby go odciągnąć od wyrzutni. Pracuje przez około sześć sekund, a przy najwyższym impulsie przez pierwsze 2,5 sekundy. W ciągu pierwszych trzech sekund moduł załogi osiąga prędkość około 800 km/godz., aby osiągnąć maksymalną prędkość 970 km/godz. i wysokość około 2 km.
Silniki sterowania położeniem są uruchamiane jednocześnie z silnikami przerwania misji i sterują położeniem używając ośmiu silników odrzutowych produkując do 3500 kG ciągu. Dostarczają sterowanego ciągu, aby utrzymać moduł załogi w locie o torze lotu kontrolowanego. Gdy silniki przerwania misji zakończą pracę, silniki kontroli położenia powodują zmianę orientacji modułu załogowego. Wraz z zakończeniem pracy silników przerwania misji następuje rozwinięcie usterzenia typu kaczka (canard), które znajduje się nieco poniżej silników sterowania i uczestniczy w operacji rozłączenia modułu załogowego/statku kosmicznego Orion od systemu LAS.
Silniki odłączenia LAS (silniki jettison) są jedynymi silnikami spośród trzech rodzajów, które są wykorzystywane także we wszystkich nominalnych startach. W startach awaryjnych służy one do odciągnięcia systemu LAS od modułu załogowego i są uruchamiane, kiedy silniki przerwania misji zakończą pracę. Odciągnięcie systemu LAS otwiera możliwość otwarcia spadochronów modułu załogowego. Po eksplozji śrub wybuchowych, silnik jettison oddziela system LAS od modułu załogowego, a następnie zostaje wdrożony ratowniczy system spadochronowy modułu załogowego. Spadochrony kierują moduł załogi z szybkością opadania 24 metrów na sekundę, około 2 kilometry od wyrzutni. W startach nominalnych, gdy system LAS nie jest uruchamiany, silnik jettison jest uruchamiany przed wejściem na orbitę, aby odłączyć system LAS od statku kosmicznego Orion.